# Литвинове (Богодухівський район)
Литвино́ве —  село в Золочівській громаді Богодухівського району Харківської області України. Населення становить 314 осіб.

## Географічне розташування
Село Литвинове розміщене на березі річки Уди (в основному на лівому березі), вище за течією примикає до селища Золочів, нижче за течією за 3 км — селище Рідне, до села прилягають села Макариха і Орішанка. Поруч із селом проходить залізниця, станція Соснівка.

## Історія
12 червня 2020 року, розпорядженням Кабінету Міністрів України № 725-р «Про визначення адміністративних центрів та затвердження територій територіальних громад Харківської області», увійшло до складу Золочівської селищної громади.
19 липня 2020 року, в результаті адміністративно-територіальної реформи та ліквідації Золочівського району, село увійшло до складу Богодухівського району.